# Östlig parotia
Östlig parotia (Parotia helenae) är en fågel i familjen paradisfåglar inom ordningen tättingar.

## Utbredning och systematik
Fågeln förekommer på sydöstra Nya Guinea. Vissa betraktar den som en underart till vitborstad parotia (P. lawesii).

## Status
IUCN erkänner den inte som art, varför dess hotstatus inte bedömts.